# Pro14 2017-2018
Il Pro14 2017-18 fu la 1ª edizione della competizione transnazionale di rugby a 15 per club delle federazioni gallese, irlandese, italiana, scozzese e sudafricana, nonché la 17ª assoluta dalla sua istituzione.
Si tenne dal 1º settembre 2017 al 26 maggio 2018 tra 14 squadre che si incontrarono nella stagione regolare con la formula a due gironi che espressero le sei squadre che accedettero ai play-off.
A seguito dell'allargamento a due franchise sudafricane tagliate dal Super Rugby, i Cheetahs di Bloemfontein e i Southern Kings di Port Elizabeth, il torneo assunse il nuovo nome di Pro14 e mantenne il nome commerciale, anche riadattato in Guinness Pro14 per via del pregresso accordo commerciale con Diageo, la multinazionale britannica proprietaria del marchio di birra Guinness, stipulato nel 2014.
Prima dell'inizio del torneo la franchigia del Newport Gwent Dragons passò sotto l'amministrazione diretta della Welsh Rugby Union, che ne cambiò il nome in Dragons per non caratterizzarla territorialmente.
A quattro anni dal suo più recente successo, i freschi campioni d'Europa del Leinster vinsero il loro quinto titolo battendo all'Aviva Stadium di Dublino la gallese Scarlets.
Il valore delle marcature, come stabilito da World Rugby nel 2017, è: 5 punti per ciascuna meta (7 se trasformata), 7 punti per la meta tecnica, 3 punti per la realizzazione di ciascun calcio piazzato, idem per il drop.

## Formula
La nuova struttura a 14 squadre del torneo impose una suddivisione in due gironi paritetici, ognuno dei quali comprese due franchigie ciascuna da Galles e Irlanda e una ciascuna da Italia, Scozia e Sudafrica.
La fase a gironi del torneo si svolse nel modo seguente:
- le squadre di ogni girone si incontrarono tra di loro in gara di andata e ritorno (12 gare ciascuna);
- ogni squadra di un girone affrontò in gara di sola andata tutte quelle dell'altro girone (7 gare ciascuna);
- per mantenere in pari il numero di derby, le squadre di un Paese si incontrarono in gara di andata e ritorno anche se facenti parte dell'altro girone (2 gare ciascuna);
- alle squadre europee in trasferta in Sudafrica il calendario, nei limiti del possibile, previde i due incontri in due sabati successivi per ottimizzare le spese di viaggio e soggiorno.

Al termine della fase a gironi ogni squadra disputò quindi 21 incontri.
Ai fini della qualificazione alle Coppe europee di club, si procedette nel modo seguente:
- le migliori tre europee di ogni girone si qualificarono direttamente alla Champions Cup 2018-19;
- le due quarte europee spareggiarono per il posto in Champions Cup;
- la perdente del suddetto spareggio e le due peggiori europee di ogni girone accedettero alla Challenge Cup 2018-19[6].

Nei play-off si procedette nel modo seguente:
- la vincitrice di ogni girone accedette direttamente a ciascuna delle due semifinali;
- la seconda di ogni girone spareggiò in gara unica contro la terza dell'altro girone, e le vincenti di tale spareggio raggiunsero le vincenti del girone in semifinale;
- la finale si tenne in gara unica tra le vincitrici della semifinale[6].

## Squadre partecipanti
| Galles        | Irlanda  | Italia   | Scozia           | Sudafrica      |
| Girone A      | Girone A | Girone A | Girone A         | Girone A       |
| ------------- | -------- | -------- | ---------------- | -------------- |
| Cardiff Rugby | Connacht | Zebre    | Glasgow Warriors | Cheetahs       |
| Ospreys       | Munster  |          |                  |                |
| Girone B      |          |          |                  |                |
| Dragons       | Leinster | Benetton | Edimburgo        | Southern Kings |
| Scarlets      | Ulster   |          |                  |                |

## Stagione regolare

### Risultati
|            | 1ª giornata          |       |
| ---------- | -------------------- | ----- |
| 1-9-2017   | Cardiff — Edimburgo  | 10-20 |
| 1-9-2017   | Munster — Benetton   | 34-3  |
| 1-9-2017   | Ulster — Cheetahs    | 42-19 |
| 2-9-2017   | Connacht — Glasgow   | 12-18 |
| 2-9-2017   | Ospreys — Zebre      | 22-13 |
| 2-9-2017   | Dragons — Leinster   | 16-39 |
| 2-9-2017   | Scarlets — Kings     | 57-10 |
|            |                      |       |
|            | 4ª giornata          |       |
| 22-9-2017  | Cheetahs — Leinster  | 38-19 |
| 22-9-2017  | Glasgow — Munster    | 37-10 |
| 22-9-2017  | Ulster — Dragons     | 52-25 |
| 22-9-2017  | Benetton — Ospreys   | 16-6  |
| 23-9-2017  | Connacht — Cardiff   | 15-17 |
| 23-9-2017  | Kings — Zebre        | 17-43 |
| 23-9-2017  | Scarlets — Edimburgo | 28-8  |
|            |                      |       |
|            | 7ª giornata          |       |
| 27-10-2017 | Connacht — Munster   | 20-16 |
| 27-10-2017 | Glasgow — Kings      | 43-13 |
| 27-10-2017 | Ospreys — Dragons    | 28-14 |
| 28-10-2017 | Benetton — Edimburgo | 13-24 |
| 28-10-2017 | Ulster — Leinster    | 10-25 |
| 28-10-2017 | Zebre — Cheetahs     | 23-24 |
| 28-10-2017 | Scarlets — Cardiff   | 30-17 |
|            |                      |       |
|            | 10ª giornata         |       |
| 1-12-2017  | Kings — Edimburgo    | 21-48 |
| 1-12-2017  | Dragons — Ulster     | 32-32 |
| 1-12-2017  | Glasgow — Cardiff    | 40-16 |
| 2-12-2017  | Zebre — Connacht     | 24-10 |
| 2-12-2017  | Benetton — Leinster  | 10-36 |
| 2-12-2017  | Munster — Ospreys    | 36-10 |
| 2-12-2017  | Cheetahs — Scarlets  | 28-21 |
|            |                      |       |
|            | 13ª giornata         |       |
| 5-1-2018   | Edimburgo — Kings    | 37-7  |
| 5-1-2018   | Scarlets — Dragons   | 47-13 |
| 6-1-2018   | Benetton — Cheetahs  | 27-21 |
| 6-1-2018   | Ospreys — Cardiff    | 29-28 |
| 6-1-2018   | Zebre — Glasgow      | 20-40 |
| 6-1-2018   | Leinster — Ulster    | 38-7  |
| 6-1-2018   | Munster — Connacht   | 39-13 |
|            |                      |       |
|            | 16ª giornata         |       |
| 23-2-2018  | Munster — Glasgow    | 21-10 |
| 23-2-2018  | Dragons — Edimburgo  | 12-25 |
| 23-2-2018  | Leinster — Kings     | 64-7  |
| 24-2-2018  | Benetton — Connacht  | 19-22 |
| 24-2-2018  | Ospreys — Cheetahs   | 27-26 |
| 24-2-2018  | Scarlets — Ulster    | 34-10 |
| 25-2-2018  | Zebre — Cardiff      | 7-10  |
|            |                      |       |
|            | 19ª giornata         |       |
| 6-4-2018   | Edimburgo — Ulster   | 20-32 |
| 6-4-2018   | Ospreys — Connacht   | 39-10 |
| 7-4-2018   | Leinster — Zebre     | 41-6  |
| 7-4-2018   | Scarlets — Glasgow   | 26-8  |
| 7-4-2018   | Cheetahs — Cardiff   | 29-27 |
| 7-4-2018   | Benetton — Dragons   | 29-27 |
| 6-4-2018   | Kings — Munster      | 22-39 |

|            | 2ª giornata          |       |
| ---------- | -------------------- | ----- |
| 8-9-2017   | Edimburgo — Dragons  | 35-18 |
| 8-9-2017   | Leinster — Cardiff   | 37-9  |
| 9-9-2017   | Glasgow — Ospreys    | 31-10 |
| 9-9-2017   | Benetton — Ulster    | 14-21 |
| 9-9-2017   | Munster — Cheetahs   | 51-18 |
| 9-9-2017   | Zebre — Scarlets     | 10-41 |
| 9-9-2017   | Connacht — Kings     | 32-10 |
|            |                      |       |
|            | 5ª giornata          |       |
| 29-9-2017  | Leinster — Edimburgo | 21-13 |
| 29-9-2017  | Scarlets — Connacht  | 36-27 |
| 29-9-2017  | Glasgow — Benetton   | 37-21 |
| 30-9-2017  | Cheetahs — Ospreys   | 44-25 |
| 30-9-2017  | Munster — Cardiff    | 39-16 |
| 30-9-2017  | Zebre — Ulster       | 27-23 |
| 30-9-2017  | Dragons — Kings      | 29-13 |
|            |                      |       |
|            | 8ª giornata          |       |
| 3-11-2017  | Glasgow — Leinster   | 31-21 |
| 3-11-2017  | Scarlets — Benetton  | 20-8  |
| 3-11-2017  | Munster — Dragons    | 49-6  |
| 4-11-2017  | Kings — Ulster       | 36-43 |
| 4-11-2017  | Edimburgo — Ospreys  | 37-10 |
| 4-11-2017  | Cardiff — Zebre      | 37-8  |
| 4-11-2017  | Connacht — Cheetahs  | 23-15 |
|            |                      |       |
|            | 11ª giornata         |       |
| 23-12-2017 | Benetton — Zebre     | 27-14 |
| 23-12-2017 | Edimburgo — Glasgow  | 18-17 |
| 23-12-2017 | Connacht — Ulster    | 44-16 |
| 26-12-2017 | Dragons — Cardiff    | 17-22 |
| 26-12-2017 | Munster — Leinster   | 24-34 |
| 26-12-2017 | Scarlets — Ospreys   | 12-9  |
| 13-1-2018  | Kings — Cheetahs     | 21-45 |
|            |                      |       |
|            | 14ª giornata         |       |
| 9-2-2018   | Connacht — Ospreys   | 26-15 |
| 9-2-2018   | Dragons — Glasgow    | 15-15 |
| 9-2-2018   | Edimburgo — Leinster | 29-24 |
| 9-2-2018   | Ulster — Kings       | 59-10 |
| 10-2-2018  | Cardiff — Cheetahs   | 25-20 |
| 10-2-2018  | Munster — Zebre      | 33-5  |
| 11-2-2018  | Benetton — Scarlets  | 22-12 |
|            |                      |       |
|            | 17ª giornata         |       |
| 2-3-2018   | Kings — Dragons      | 45-13 |
| 3-3-2018   | Cheetahs — Connacht  | 26-25 |
| 9-3-2018   | Scarlets — Leinster  | 10-10 |
| 16-3-2018  | Cardiff — Benetton   | 31-25 |
| 16-3-2018  | Edimburgo — Munster  | 12-6  |
| 21-4-2018  | Ulster — Glasgow     | 36-15 |
| 21-4-2018  | Zebre — Ospreys      | 37-14 |
|            |                      |       |
|            | 20ª giornata         |       |
| 13-4-2018  | Glasgow — Connacht   | 35-22 |
| 13-4-2018  | Cheetahs — Munster   | 17-19 |
| 13-4-2018  | Ulster — Ospreys     | 8-0   |
| 14-4-2018  | Edimburgo — Scarlets | 52-14 |
| 14-4-2018  | Zebre — Dragons      | 34-32 |
| 14-4-2018  | Leinster — Benetton  | 15-17 |
| 14-4-2018  | Kings — Cardiff      | 12-45 |

|            | 3ª giornata          |       |
| ---------- | -------------------- | ----- |
| 15-9-2017  | Ulster — Scarlets    | 27-20 |
| 15-9-2017  | Dragons — Connacht   | 21-8  |
| 15-9-2017  | Edimburgo — Benetton | 17-20 |
| 15-9-2017  | Kings — Leinster     | 10-31 |
| 15-9-2017  | Ospreys — Munster    | 16-21 |
| 15-9-2017  | Cardiff — Glasgow    | 19-20 |
| 15-9-2017  | Cheetahs — Zebre     | 54-39 |
|            |                      |       |
|            | 6ª giornata          |       |
| 6-10-2017  | Edimburgo — Zebre    | 16-15 |
| 6-10-2017  | Cardiff — Dragons    | 43-29 |
| 6-10-2017  | Cheetahs — Glasgow   | 26-29 |
| 6-10-2017  | Ulster — Connacht    | 16-8  |
| 7-10-2017  | Leinster — Munster   | 23-17 |
| 7-10-2017  | Benetton — Kings     | 31-3  |
| 7-10-2017  | Ospreys — Scarlets   | 18-19 |
|            |                      |       |
|            | 9ª giornata          |       |
| 24-11-2017 | Ospreys — Glasgow    | 6-47  |
| 24-11-2017 | Cheetahs — Edimburgo | 33-13 |
| 24-11-2017 | Ulster — Benetton    | 23-22 |
| 24-11-2017 | Cardiff — Connacht   | 36-30 |
| 24-11-2017 | Leinster — Dragons   | 54-10 |
| 26-11-2017 | Zebre — Munster      | 19-36 |
| 26-11-2017 | Kings — Scarlets     | 30-34 |
|            |                      |       |
|            | 12ª giornata         |       |
| 30-12-2017 | Zebre — Benetton     | 16-20 |
| 30-12-2017 | Glasgow — Edimburgo  | 17-0  |
| 31-12-2017 | Cardiff — Scarlets   | 11-14 |
| 31-12-2017 | Dragons — Ospreys    | 9-22  |
| 1-1-2018   | Leinster — Connacht  | 21-18 |
| 1-1-2018   | Ulster — Munster     | 24-17 |
| 20-1-2018  | Cheetahs — Kings     | 45-24 |
|            |                      |       |
|            | 15ª giornata         |       |
| 16-2-2018  | Connacht — Zebre     | 11-19 |
| 16-2-2018  | Glasgow — Cheetahs   | 37-23 |
| 16-2-2018  | Ospreys — Kings      | 26-12 |
| 16-2-2018  | Ulster — Edimburgo   | 16-17 |
| 17-2-2018  | Leinster — Scarlets  | 20-13 |
| 17-2-2018  | Cardiff — Munster    | 25-18 |
| 18-2-2018  | Dragons — Benetton   | 15-18 |
|            |                      |       |
|            | 18ª giornata         |       |
| 23-3-2018  | Connacht — Edimburgo | 22-29 |
| 23-3-2018  | Dragons — Cheetahs   | 17-29 |
| 23-3-2018  | Glasgow — Zebre      | 68-7  |
| 24-3-2018  | Kings — Benetton     | 35-36 |
| 24-3-2018  | Cardiff — Ulster     | 35-17 |
| 24-3-2018  | Munster — Scarlets   | 19-7  |
| 23-3-2018  | Ospreys — Leinster   | 32-18 |
|            |                      |       |
|            | 21ª giornata         |       |
| 28-4-2018  | Kings — Cheetahs     | 20-29 |
| 28-4-2018  | Connacht — Leinster  | 47-10 |
| 28-4-2018  | Dragons — Scarlets   | 8-33  |
| 28-4-2018  | Cardiff — Ospreys    | 23-26 |
| 28-4-2018  | Munster — Ulster     | 24-24 |
| 28-4-2018  | Benetton — Zebre     | 17-22 |
| 28-4-2018  | Glasgow — Edimburgo  | 24-19 |

### Classifica girone A
| Pos | Squadra          | G  | V  | N | P  | PF  | PS  | DP   | BMP | Pt |
| --- | ---------------- | -- | -- | - | -- | --- | --- | ---- | --- | -- |
| 1   | Glasgow Warriors | 21 | 15 | 1 | 5  | 614 | 366 | +248 | 14  | 76 |
| 2   | Munster          | 21 | 13 | 1 | 7  | 568 | 361 | +207 | 15  | 69 |
| 3   | Cheetahs         | 21 | 12 | 0 | 9  | 609 | 554 | +55  | 15  | 63 |
| 4   | Cardiff Rugby    | 21 | 11 | 0 | 10 | 502 | 482 | +20  | 10  | 54 |
| 5   | Ospreys          | 21 | 9  | 0 | 12 | 390 | 487 | −97  | 8   | 44 |
| 6   | Connacht         | 21 | 7  | 0 | 14 | 445 | 477 | −32  | 11  | 39 |
| 7   | Zebre            | 21 | 7  | 0 | 14 | 408 | 593 | −185 | 8   | 36 |

### Classifica girone B
| Pos | Squadra        | G  | V  | N | P  | PF  | PS  | DP   | BMP | Pt |
| --- | -------------- | -- | -- | - | -- | --- | --- | ---- | --- | -- |
| 1   | Leinster       | 21 | 14 | 1 | 6  | 601 | 374 | +227 | 12  | 70 |
| 2   | Scarlets       | 21 | 14 | 1 | 6  | 528 | 365 | +163 | 12  | 70 |
| 3   | Edimburgo      | 21 | 15 | 0 | 6  | 494 | 375 | +119 | 8   | 68 |
| 4   | Ulster         | 21 | 12 | 2 | 7  | 538 | 482 | +56  | 10  | 62 |
| 5   | Benetton       | 21 | 11 | 0 | 10 | 415 | 451 | −36  | 11  | 55 |
| 6   | Dragons        | 21 | 2  | 2 | 17 | 378 | 672 | −294 | 8   | 20 |
| 7   | Southern Kings | 21 | 1  | 0 | 20 | 378 | 829 | −451 | 7   | 11 |

### Spareggio per la Champions Cup
| Arbitro: | Marius Mitrea |

|                                             |      |                                        |
| Gilroy 34’, 41’ Treadwell 52’ Stockdale 72’ | mt   | 15’ A. W. Jones 60’ Hassler 77’ Biggar |
| Cooney 41’, 52’, 72’                        | tr   | 15’ Biggar                             |
| Cooney 26’, 64’, 70’                        | c.p. |                                        |

## Fase aplay-off
|  | Barrage | Barrage       | Barrage       |  |  | Semifinali | Semifinali       | Semifinali     |  |  | Finale         | Finale         |  |  |  |  |
|  |         |               |               |  |  |            |                  |                |  |  |                |                |  |  |  |  |
|  |         | 5 maggio 2018 |               |  |  |            |                  |                |  |  |                |                |  |  |  |  |
|  | 2B      | Scarlets      | 43            |  |  |            |                  |                |  |  |                |                |  |  |  |  |
|  | 3A      | Cheetahs      | 8             |  |  |            | 18 maggio 2018   | 18 maggio 2018 |  |  |                |                |  |  |  |  |
|  |         |               |               |  |  | 1A         | Glasgow Warriors | 13             |  |  |                |                |  |  |  |  |
|  |         |               |               |  |  | QF1        | Scarlets         | 28             |  |  | 26 maggio 2018 | 26 maggio 2018 |  |  |  |  |
|  |         |               |               |  |  |            |                  |                |  |  | Leinster       | 40             |  |  |  |  |
|  |         |               |               |  |  |            | 19 maggio 2018   | 19 maggio 2018 |  |  | Scarlets       | 32             |  |  |  |  |
|  |         |               |               |  |  | 1B         | Leinster         | 16             |  |  |                |                |  |  |  |  |
|  |         | 5 maggio 2018 | 5 maggio 2018 |  |  | QF2        | Munster          | 15             |  |  |                |                |  |  |  |  |
|  | 2A      | Munster       | 20            |  |  |            |                  |                |  |  |                |                |  |  |  |  |
|  | 3B      | Edimburgo     | 16            |  |  |            |                  |                |  |  |                |                |  |  |  |  |

### Barrage
| Arbitro: | Nigel Owens |

|                       |      |                             |
| Marshall 8’ Earls 42’ | mt   | 58’ Fowles                  |
| Hanrahan 8’, 42’      | tr   | 58’ v.d. Walt               |
| Hanrahan 51’, 72’     | c.p. | 18’, 24’, 55’ Hidalgo-Clyne |

| Arbitro: | George Clancy |

|                                                                      |      |                 |
| S. Evans 5’, 36’ Halfpenny 16’ Prydie 44’ J. Davies 54’ J. Evans 60’ | mt   | 75’ Blommetjies |
| Halfpenny 5’, 16’ Patchell 36’, 44’, 54’                             | tr   |                 |
| Halfpenny 15’                                                        | c.p. | 21’ Goosen      |

### Semifinali
| Arbitro: | John Lacey |

|                       |      |                                                  |
| J. Gray 59’ Grigg 72’ | mt   | 3’ Patchell 16’ G. Davies 31’ R. Evans 47’ Owens |
|                       | tr   | 3’, 16’, 31’, 47’ Patchell                       |
| Russell 13’           | c.p. |                                                  |

| Arbitro: | Stuart Berry |

|                           |      |                       |
| Conan 7’                  | mt   | 43’ Earls 78’ Grobler |
| Carbery 7’                | tr   | 78’ Keatley           |
| Carbery 6’ Byrne 20’, 45’ | c.p. | 18’ Hanrahan          |

### Finale
| Arbitro: | Stuart Berry |

| |              | |
| Toner 29’ Lowe 40+2’ Cronin 51’ Larmour 57’ Conan 68’ | mt           | 34’, 64’, 80’ McNicholl 78’ Kruger |
| Sexton 40+2’, 51’ 68’ Carbery | tr           | 64’, 80’ Halfpenny 78’ D. Jones |
| Sexton 6’, 15’, 24’ | c.p.         | 8’, 12’ Halfpenny |
| · Kearney · Larmour · Ringrose · 18’ Nacewa · Lowe · 63’ Sexton · 72’ L. McGrath · Conan · 66’ Leavy · 56’ Ruddock · Ryan · Toner · 59’ Furlong · 59’ Cronin · 51’ Healy | Formazioni   | · Halfpenny · McNicholl · Williams · Parkes · S. Evans 71’ · Patchell 72’ · G. Davies 71’ · Beirne · J. Davies · Shingler 38’ · Cummins · Rawlins 63’ · Lee 56’ · Owens 72’ · R. Evans 59’ |
| · 59’ Tracy · 51’ J. McGrath · 59’ Porter · 56’ Fardy · 66’ Murphy · 72’ McCarthy · 63’ Carbery · 18’ O’Loughlin                                                         | Sostituzioni | · Elias 72’ · W. Jones 59’ · Kruger 56’ · Bulbring 63’ · Boyde 38’ · J. Evans 71’ · D. Jones 72’ · Prydie 71’                                                                              |
| Leo Cullen | Allenatori   | Wayne Pivac |

## Verdetti
- Leinster: Campione del Pro14.
- Glasgow Warriors, Leinster, Munster, Scarlets, Edimburgo, Cardiff Rugby, Ulster: qualificate alla Champions Cup 2018-19.
- Ospreys, Benetton, Connacht, Dragons, Zebre: qualificate alla Challenge Cup 2018-19.